# Davor Jozić
Davor Jozić (* 22. September 1960 in Konjic) ist ein ehemaliger jugoslawisch-bosnischer Fußballspieler.

## Karriere
Jozić begann beim Fußballverein FK Igman Konjic und wechselte anschließend zu FK Sarajevo. Danach spielte er bei den Vereinen AC Cesena, Club América und Spezia Calcio. Er spielte zwischen 1984 und 1991 in 27 Länderspielen für die jugoslawische Fußballnationalmannschaft und erzielte hierbei zwei Tore.
Außerdem nahm er an den Olympischen Spielen 1988 und der Fußball-Weltmeisterschaft 1990 in Italien teil. 1993 verzeichnete er einige Einsätze für die bosnisch-herzegowinische Nationalmannschaft, welche zu diesem Zeitpunkt nur Freundschaftsspiele bestreiten konnte, da sie kein Mitglied der FIFA oder UEFA war.
Mit dem Verein FK Sarajevo gewann er 1985 die jugoslawische Fußballmeisterschaft.